# Guy Johnson
Pour les articles homonymes, voir Johnson.
Guy Johnson (né vers 1740 en Irlande et mort le 5 mars 1788 à Londres) est un militaire et diplomate britannique pendant la guerre d'indépendance des États-Unis.

## Biographie
Né en Irlande, il émigre dans la province de New York lorsqu'il est jeune et travaille avec son oncle, William Johnson, le surintendant britannique des Affaires indiennes des colonies du Nord. Il est nommé comme son successeur en 1774 et Johnson déménage au Canada avec des partisans loyalistes alors que les tensions montaient à New York avant la guerre d'indépendance américaine. Il dirige les actions conjointes de la milice et de l'armée mohawk dans la vallée de la Mohawk.
Accusé d'avoir falsifié les rapports, après la guerre il se rend à Londres pour se défendre et y meurt en 1788.